# Saint-Laurent-du-Plan
Saint-Laurent-du-Plan – miejscowość i gmina we Francji, w regionie Nowa Akwitania, w departamencie Żyronda.
Według danych na rok 1990 gminę zamieszkiwało 79 osób, a gęstość zaludnienia wynosiła 33 osób/km² (wśród 2290 gmin Akwitanii Saint-Laurent-du-Plan plasuje się na 1096. miejscu pod względem liczby ludności, natomiast pod względem powierzchni na miejscu 1556.).